# Symphurus prolatinaris
Symphurus prolatinaris és un peix teleosti de la família dels cinoglòssids i de l'ordre dels pleuronectiformes que viu a l'est del Pacífic (des de Mèxic fins al Perú).